# Philippe Clerissi
Pour les articles homonymes, voir Clerissi.
Philippe Clerissi (1953) est un homme politique monégasque.

## Biographie
Né le 10 juillet 1953 à Monaco, maître en anglais de l'université de Nice, Philippe Clerissi devient surveillant au collège de Monte-Carlo (1974-1980), puis s'installe comme commerçant en 1980.
Il est élu au Conseil national en 2008.

## Décoration
Il est chevalier de l'ordre de Saint-Charles.